# ウィリアム・ベンティンク (第2代ポートランド公爵)
第2代ポートランド公爵ウィリアム・ベンティンク（英語: William Bentinck, 2nd Duke of Portland KG FRS、1709年3月1日 – 1762年5月1日）は、グレートブリテン王国の貴族、政治家。1709年から1716年までウッドストック子爵の儀礼称号を、1716年から1726年までティッチフィールド侯爵の儀礼称号を使用した。

## 生涯
初代ポートランド公爵ヘンリー・ベンティンクとエリザベス・ノエル（1737年3月19日没、第2代ゲインズバラ伯爵ライオセスリー・ノエルの娘）の息子として、1709年3月1日に生まれた。1725年ごろにイートン・カレッジで教育を受けた。1726年7月4日に父が死去すると、ポートランド公爵位を継承した。1739年に創設された捨子養育院の初代総裁の1人になり、同年12月6日に王立協会フェローに叙されたほか、1741年3月20日にガーター勲章を授与された。
第2代ポートランド公爵は公職を求めず、ブルストロードの領地で親しい家族や友人と過ごした。ただし、1746年にバース伯爵とグランヴィル伯爵が組閣を試みたとき（短命内閣）、ポートランド公爵の名前が主馬頭に挙げられた。
1909年の『The Handy-Book of Literary Curiosities』によると、1749年のボトル手品師事件において、1人の男が1クォートの瓶に入ることを実演するとの噂を聞きつけた群衆がロンドンの劇場に集まったが、第2代ポートランド公爵もその1人だったという。
1762年5月1日に死去、8日にウェストミンスター寺院に埋葬された。長男ウィリアムがポートランド公爵の爵位を継承した。ウィリアムは後にイギリスの首相を務めることになる。

## 家族
1734年7月11日、マーガレット・キャヴェンディッシュ・ハーレー（1715年2月11日 – 1785年7月17日、第2代オックスフォード＝モーティマー伯爵エドワード・ハーレーの娘）と結婚、2男4女をもうけた。
- エリザベス（英語版）（1735年7月27日 – 1825年12月12日） - 1759年3月22日、第3代ウェイマス子爵トマス・シン（後の初代バース侯爵）と結婚[2]
- ヘンリエッタ（1737年2月8日 – 1827年6月4日） - 1763年5月28日、グレイ卿ジョージ・グレイ（後の第5代スタンフォード伯爵および初代ウォリントン伯爵）と結婚[2]
- ウィリアム（1738年4月14日 – 1809年10月30日） - 第3代ポートランド公爵[1]
- マーガレット（1739年7月26日 – 1756年4月28日）
- フランシス（1741年4月9日 – 1743年3月） - 夭折
- エドワード（1744年3月3日 – 1819年10月8日） - 1782年12月28日、エリザベス・カンバーランド（1837年没）と結婚[2]

1753年大英博物館法で妻の父が収集したハーレー旧蔵書が購入され、大英博物館が設立されると、ポートランド公爵は同法で博物館理事の1人に任命され、1762年に死去するまで務めた。第2代ポートランド公爵の死後、爵位を継承した息子ウィリアムが1764年から1809年まで理事を務めた。